# Коди Касамі
Коди Касамі — тип  псевдовипадкових послідовностей. Застосовуються в CDMA. Значимість цих послідовностей полягає у їх дуже низькій взаємній кореляції. Код Касамі довжиною {\displaystyle N=2^{m-1}}, де {\displaystyle m} — ціле парне число, може бути отриманий, якщо брати періодичні вибірки з  М-послідовності і виконувати підсумовування за модулем 2 на циклічно зсувних послідовностях. Вибірки беруть через кожні {\displaystyle s=2^{m/2}+1} елементів М-послідовності, щоб сформувати періодичну послідовність і потім додають цю послідовність поступово до первісної М-послідовності за модулем 2, щоб сформувати {\displaystyle s=2^{m/2}} послідовностей Касамі. Взаємна кореляційна функція двох послідовностей Касамі приймає значення [-1,-s, s-2].